# Подранок (охота)
Подранок — зверь или птица, раненые на охоте, но не убитые. Могут быть ранены как ловушкой, так и выстрелом.

## Описание
Цель любой охоты — добыть зверя сразу и с первого выстрела. Но иногда возникают подранки, зачастую они возникают по причине ошибок охотника (выстрел в конечность, выстрел в не убойную зону, смещение выстрела и т. п.), применение оболочечных пуль — вместо экспансивных, маломощные патроны, неподходящий патрон для конкретной дичи и т. д.

## Опасность
Крупный зверь, в частности, волк, медведь, кабан и т. д. могут представлять огромную опасность для охотников и их собак в состоянии подранков, разъяренный зверь запросто может убить охотника.